# Crohnova bolest
Crohnova bolest, poznata i pod imenom Crohnov sindrom, regionalni enteritis i segmentalni ileitis spada u tzv. idiopatske upalne bolesti crijeva,  a može zahvatiti bilo koji dio probavnog sustava od usne šupljine do anusa, te uzrokovati niz različitih simptoma. Simptomi su ponajprije abdominalna bol, proljev (koji u teškim slučajevima može sadržavati krv), povraćanje (koje može biti trajno) i mršavljenje, no mogu se pojaviti i simptomi izvan probavnog sustava, poput kožnih osipa, artritisa, upale oka, umaranja i manjka koncentracije. Smatra se da je Crohnova bolest uzrokovana međudjelovanjem okolišnih, imunosnih i bakterijskih čimbenika u genetski podložnih osoba. Rezultat je kronična upalna bolest, pri kojoj tjelesni imunosni sustav napada probavni sustav, možda prilikom pokušaja da uništi antigene mikroba. U prošlosti se Crohnova bolest pogrešno smatrala autoimunom bolešću, no u novije vrijeme ju stručnjaci opisuju kao bolest pretjeranog imunološkog odgovora na crijevne bakterije.
Postoji genetska povezanost s Crohnovom bolešću, ponajprije s inačicama NOD2 gena i njegovih bjelančevina, pomoću kojeg tijelo otkriva stanične stijenke bakterija. Braća i sestre bolesnika su u povećanoj opasnosti od razvoja iste bolesti. Muškarci i žene obolijevaju s podjednakom učestalošću. U pušača je vjerojatnost razvoja Crohnove bolesti dvostruko veća nego u nepušača. U Sjevernoj Americi od Crohnove bolesti boluje između 400 000 i 600 000 ljudi. Procjenjuje se da je prevalencija ove bolesti u sjevernoj Europi između 27–48 na 100 000 stanovnika. 
Do početnog ispoljavanja Crohnove bolesti obično dolazi u drugom i trećem desetljeću života, a do drugog vrhunca pojavnosti dolazi između petog i sedmog desetljeća, no bolest se može pojaviti u bilo kojoj životnoj dobi. Trenutno ne postoji lijek niti kirurški zahvat kojim bi se Crohnova bolest izliječila. Liječenje Crohnove bolesti je ograničeno na ublažavanje simptoma, održavanja razdoblja bez simptoma bolesti, remisije i sprječavanja recidiva. Bolest je nazvana po gastroenterologu Burrillu Bernardu Crohnu koji je 1932. godine, zajedno s dvojicom kolega u bolnici Mount Sinai u New Yorku opisao niz bolesnika s upalom u području terminalnog ileuma, dijelu crijeva kojeg bolest najčešće zahvaća.
Liječenje se provodi sulfasalazinom, mesalazinom i kortikosteroidima.

## Znakovi i simptomi

### Probavni
Mnogi bolesnici s Crohnovom bolešću osjećaju simptome godinama prije postavljanja dijagnoze. Bolest obično započinje u dobi između 15 i 30 godina života, no može započeti u bilo kojoj životnoj dobi. Zbog segmentalnog zahvaćanja probavnog sustava i različite dubine zahvaćanja tkiva, početni simptomi mogu biti slabiji od simptoma ulceroznog kolitisa. U bolesnika s Crohnovom bolešću dolazi do kronične pojave recidiva i remisija.
Početni simptom Crohnove bolesti može biti bol u trbušnoj šupljini. Ona je često praćena proljevom, osobito u operiranih bolesnika. Stolica može sadržavati krv, ali i ne mora. Priroda proljeva u Crohnovoj bolesti ovisi o dijelu tankog ili debelog crijeva koji je zahvaćen. Ileitis tipično dovodi do obilnih, vodenastih stolica. Kolitis može dovesti do oskudnijih, ali učestalijih stolica. Stolice mogu biti različite, od formiranih do vodenastih. U teškim slučajevima, bolesnik može imati i više od 20 stolica dnevno, čak i tijekom noći. Uočljiva krv u stolici je manje učestala u Crohnovoj bolesti nego u ulceroznom kolitisu, ali se može pojaviti ako Crohnova bolest zahvati debelo crijevo (Crohnov kolitis). Krvave stolice su tipično povremene, a krv u stolici može biti svijetlo ili tamnocrvena. Kod jako razvijenog Crohnovog kolitisa krvarenje može biti obilno. Neugodnim probavnim simptomima se mogu pridružiti i flatulencija i napuhnutost.
U Crohnovoj bolesti također su česti simptomi zbog opstrukcije crijeva zbog  stenoze crijeva. Abdominalna bol je često najizraženija u područjima crijeva s područjima stenoza. Ako je crijevo jako suženo, povraćanje i mučnina mogu ukazati na početak opstrukcije tankog crijeva. Crohnova bolest može biti povezana s jednim oblikom upale žučnih vodova, primarnim sklerozirajućim kolangitisom,  no ta je povezanost ovog oblika upale žučnih vodova puno izraženija uz ulcerozni kolitis.
U Crohnovoj bolesti se jako izraženi simptomi mogu pojaviti u perianalnom području. Svrbež ili bol u području oko anusa mogu ukazivati na upalu, fistulu, apsces ili analnu fisuru kao i na fibroepitelne polipe kože oko anusa, što je također često u Crohnovoj bolesti. Perianalnu Crohnovu bolest može pratiti i inkontinencija stolice. Na suprotnoj strani probavnog sustava, u usnoj šupljini se mogu pojaviti plitki vrijedovi koji ne zacjeljuju (afte). Zahvaćanje jednjaka i želuca je u Crohnovoj bolesti rijetkost. Ono može uzrokovati simptome poput otežanog gutanja (disfagije), boli u gornjem dijelu trbušne šupljine i povraćanja.

### Opći
Crohnova bolest, kao i mnoge druge kronične upalne bolesti može izazvati niz općih simptoma. U djece je čest zastoj u rastu. U mnoge se djece Crohnova bolest otkriva na osnovi neodgovarajućeg rasta. Budući da se Crohnova bolest očituje u vrijeme brzog rasta u pubertetu i do 30% djece s Crohnovom bolešću može pokazivati zaostajanje u rastu. Također može postojati vrućica, premda je tjelesna temperature iznad 38.5 ˚C (101.3 ˚F) rijetkost, osim ako ne postoji neka od komplikacija kao što je apsces. U starijih bolesnika Crohnova se bolest može očitovati mršavljenjem, obično zbog smanjenog unosa hrane, jer se bolesnici s crijevnim simptomima Crohnove bolesti osjećaju bolje kada ne jedu, te mogu izgubiti apetit. Bolesnici s proširenom bolešću tankog crijeva mogu također patiti od malapsorpcije ugljkohidrata ili masti, koja može dodatno doprinijeti mršavljenju.

### Ekstraintestinalni
Osim općim i probavnim simptomima, Crohnova bolest se može očitovati i simptomima od strane mnogih drugih organskih sustava. Upala unutrašnjosti oka, uveitis, može uzrokovati bol u oku, osobito prilikom izlaganja svjetlosti (fotofobija). Upala može zahvatiti i bjeloočnicu (sklera), što se naziva episkleritis. I episkleritis i uveitis mogu, ako se ne liječe, dovesti do gubitka vida.
Crohnova bolest koja zahvaća ileum može povećati opasnost od razvoja žučnih kamenaca. Tome je uzrok smanjena resorpcija žučnih kiselina u ileumu, zbog čega se žuč izlučuje stolicom. Pritom se u žučnom mjehuru povećava omjer kolesterola i žuči što povećava mogućnost stvaranja žučnih kamenaca.
Crohnova bolest je povezana i s jednim oblikom reumatološke bolesti koja se naziva seronegativnom spondiloartropatijom. Ta je skupina bolesti obilježena upalom jednog ili više zglobova, (artritisom) ili mišićnim inkluzijama (entezitisom). Artritis može zahvatiti veće zglobove, poput koljena ili ramena, ili isključivo male zglobove šaka i stopala. Zahvaćena može biti i kralježnica, u cijelosti ankilozirajući spondilitis ili samo u donjem dijelu sakroileitis. Simptomi artritisa su bolni, topli, otečeni, ukočeni zglobovi (artralgija) uz gubitak pomičnosti i funkcije.
Crohnova bolest može zahvatiti i kožu, krvne stanice i endokrini sustav. Jedno od kožnih očitovanja, nodozni eritem, ima oblik crvenih čvorova koji se obično pojavljuju na potkoljenicama. Nodozni eritem nastaje zbog upale potkožnog tkiva, a obilježen je septalnim panikulitisom. Druga kožna promjena, gangrenozna pioderma (pyoderma gangrenosum), tipično je bolni ulcerirani čvor. Crohnova bolest također povećava opasnost od tromboze; bolna otečenost potkoljenica može biti znak duboke venske tromboze (opisane u do 15% bolesnika), dok otežano disanje može biti posljedica plućne embolije.Uz Crohnovu bolest također je učestalija i autoimunosna hemolitička anemija kod koje imunosni sustav tijela napada eritrocite, što može uzrokovati bljedilo, umaranje i ostale česte simptome anemije. Posljedica Crohnove bolesti može biti i deformacija vrhova prstiju (batićasti prsti). Crohnova bolest može uzrokovati i osteoporozu ili krhkost kostiju. Osobe s osteoporozom su u povećanoj opasnosti od prijeloma kostiju.
Crohnovu bolest mogu pratititi i neurološke komplikacije (opisane u do 15% bolesnika. Najčešće od njih su konvulzije, moždani udar, miopatija, periferna neuropatija, glavobolja i  depresija.
Bolesnici od Crohnove bolesti često imaju tegobe zbog sindroma bakterijskog prerastanja u tankom crijevu, koji ima slične simptome samoj bolesti.
U usnoj šupljini bolesnika od Crohnove bolesti se, u većoj prevalenciji nego u općoj populaciji može razviti granulomatozni heilitis (cheilitis granulomatosa) i drugi oblici orofacijalne granulomatoze, pyostomatitis vegetans, recidivirajući aftozni stomatitis, jezik poput zemljopisne karte (lingua geographica) i migrirajući stomatitis .

## Uzroci
Čini se kako Crohnova bolest nastaje zbog međudjelovanja okolišnih čimbenika i genetske podložnosti. Crohnova je bolest prva složena genska bolest kod koje je povezanost između genetskih rizičnih čimbenika i imunosnog sustava prilično podrobno razjašnjena. Svaka pojedina rizična mutacija pomalo doprinosi sveukupnoj opasnosti od razvoja Crohnove bolesti (otprilike 1:200). Genetički podaci i neposredna procjena imunosnog sustava bolesnika ukazuju na poremećeno djelovanje prirođenog imunosnog sustava. S obzirom na to, kronična upala u Crohnovoj bolesti nastaje kad stečeni imunosni sustav pokuša nadoknaditi nedostatnost prirođenog imunosnog odgovora tijela.

### Genetika
Crohnova bolest sadrži gensku sastavnicu.  Zbog toga je u braće i sestara bolesnika od Crohnove bolesti vjerojatnst razvoja ove bolesti 30 puta veća nego u općoj populaciji.
Prva mutacija za koju je pronađena povezanost s Crohnovom bolešću bila je frameshift mutacija (mutacija pomaka okvira čitanja) gena NOD2 (poznatog i kao CARD15 gen), nakon čega je uslijedilo i otkrivanje točkastih mutacija. Do sada je s bolešću otkrivena povezanost više od trideset gena, za većinu kojih je poznata i njihova biološka funkcija. Primjerice, s bolešću je povezana i mutacija XBP1 gena, koji je uključen u odgovor nepravilno svijenim bjelančevinama u endoplazmatskom retikulumu. Također postoji i znakovito preklapanje podložnosti lokusa za UBC (upalnu bolest crijeva) (inflammatory bowel disease -IBD) i mikobakterijske infekcije.

### Imunosni sustav
Prevladavalo je mišljenje da je Crohnova bolest ponajprije poremećaj T stanične imunosti, međutim novije teorije pretpostavljaju kako Crohnova bolest nastaje zbog poremećene prirođene imunosti. Novija pretpostavka opisuje poremećenu sekreciju citokina od strane makrofaga, što doprinosi poremećenoj prirođenoj imunosti i dovodi do trajnog održavanja mikrobima uzrokovanog upalnog odgovora u debelom crijevu, gdje se nalazi mnoštvo bakterija. Još jedna teorija iznosi mogućnost da je upala kod Crohnove bolesti uzrokovana pretjeranim izlučivanjem citokina od strane pomoćničkih T limfocita l (T helper 1). Novija istraživanja iznose mogućnost da je važnija uloga limfocita poskupine Th17.
Godine 2007. otkriveno je kako u nastanak Crohnove bolesti može biti upleten i gen ATG16L1, koji može izazvati autofagiju i oslabiti sposobnost tijela da napada invazivne bakterije. U još jednom od novijih istraživanja postavljena je i teorija kako je ljudski imunosni sustav tradicionalno jačao uz prisutnost parazita unutar tijela, te da je njihov nedostatak zbog modernih higijenskih standarda oslabio imunosni sustav.

### Mikrobiološki čimbenici
Trenutno se misli da mikroorganizmi iskorištavaju oslabljenu sluznicu domaćina i njegovu nemogućnost uništavanja bakterija sa sluznice, što predstavlja i simptome Crohnove bolesti. U tkivima su pronađeni različiti sojevi bakterija, a to, kao različiti učinci antibiotskog liječenja uz razvoj otpornosti na antibiotike, ukazuje kao Crohnova bolest nije jedinstvena, već se radi o skupini bolesti povezanih s različitim patogenima.
Neka su istraživanja ukazala na ulogu bakterije Mycobacterium avium subspecies paratuberculosis (MAP) koja uzrokuje sličnu bolest Johneovu bolest u goveda.  NOD2, gen uključen u gensku podložnost Crohnovoj bolesti, je u domaćina povezan sa smanjenom sposobnošću uništenja MAP od strane makrofaga, smanjenom prirođenom i stečenom imunošću i poremećanim imunosnim odgovorima potrebnima za nadzor unutarstanične infekcije mikobakterijama.  Makrofagi zaraženi s MAP su povezani s povećanim stvaranjem TNF-α.
Drugim istraživanjima je dokazana povezanost specifičnih sojeva enteroadherentnih bakterija E. coli s bolešću. Adherentno invazivna Escherichia coli (AIEC) koja je u bolesnika od Crohnove bolesti puno više prisutna nego u kontrolnoj skupini, ima sposobnost stvaranja snažnog biofilma, u usporedbi s ne-AIEC sojevima, a što je povezano s čvrstom adhezijom i obilnom invazijom neutrofila, kao i sa sposobnošću sprječavanja autofagije na razini autolizosoma, omogućujući bakterijama preživljavanje unutar stanica i izazivanje upale.  Upala potiče umnožavanje AIEC i disbiozu u ileumu, bez obzira na genotip. Sojevi AIEC se brzo umnožavaju unutar makrofaga, izazivajući izlučivanje vrlo obilnih količina TNF-a α.
Istraživanja na miševima ukazala su da neki simptomi Crohnove bolesti, ulceroznog kolitisa i sindroma iritabilnog crijeva imaju istu pozadinu. U bioptičkim uzorcima debelog crijeva sve tri skupine bolesnika pronađena je povećana razina serinske proteaze. Eksperimentalnim ubrizgavanjem serinske proteaze u miševe uzrokovana je opća bol povezana sa sindromom iritabilnog crijeva, kao i kolitis, koji je povezan sa sve tri bolesti. Regionalne i vremenske varijacije ovih bolesti su iste kao kod infekcije protozoama Blastocystis.
"Hladnolančana" hipoteza glasi da bolesti doprinose psihotropne bakterije kao što su Yersinia i Listeria. Pronađena je statistička povezanost između početka uporabe hladnjaka u Sjedinjenim Državama i u različitim dijelovima Europe, i povećanja broja oboljelih.
Postoji očita povezanost Crohnove bolesti, mikobakterija, drugih patogenih bakterija i genskih obilježja. U mnogih osoba, genski čimbenici stvaraju podložnost infeciji s Mycobacterium avium subsp. paratuberculosis. Ova bakterija potom stvara manine, kojima štiti sebe i druge bakterije od fagocitoze, što dovodi do niza sekundarnih infekcija.
Ipak, ova povezanost između specifičnih tipova bakterija i Crohnove bolesti nije do kraja razjašnjena.

### Okolišni čimbenici
Povećana incidencija Crohnove bolesti u industrijaliziranom svijetu ukazuje na okolišnu sastavnicu. Crohnova je bolest povezana s povećanim unosom životinjskih bjelančevina, mliječnih bjelančevina i s povećanim omjerom omega-6 masnih kiselina naprama omega-3 masnim kiselinama (polinezasićenih masnih kiselina).
Čini se da je u osoba koje konzumiraju biljne bjelančevine incidencija Crohnove bolesti niža, no ista povezanost nije dokazana s konzumacijom ribljih bjelančevina.
Pušenje povećava opasnost od recidiva aktivne bolesti. Uvođenje hormonske kontracepcije u Sjedinjenim Državama, 1960-ih godina, povezano je s dramatičnim povećanjem učestalosti bolesti, pa je jedna od hipoteza da ovi lijekovi djeluju na probavni sustav na sličan način kao i pušenje. Izotretinoin se također povezuje s Crohnovom bolešću. Premda se ponekad tvrdi da stres može dovesti do pogoršanja simptoma Crohnove bolesti, za ovu tvrdnju ne postoje čvrsti dokazi.

## Patofiziologija
U svrhu potvrđivanja dijagnoze se, tijekom kolonoskopije često uzimaju biopsije debelog crijeva. Neke karakteristične patološke promjene koje se pronalaze mikroskopskom pretragom ukazuju na Crohnovu bolest. Jedna od njih je transmuralna upala, što znači da se upalne promjene protežu kroz cijelu debljinu stijenke crijeva. U aktivnom stadiju bolesti nalaze se i ulceracije. Između dijelova crijeva zahvaćenih bolešću i susjednih dijelova crijeva granica je jasna – što je karakteristični znak i naziva se preskačućim lezijama. Mikroskopskom pretragom se u tkivu crijeva uzetog biopsijom nalaze upalne promjene u sluznici, obilježene žarišnim nakupljanjem neutrofila (vrste upalnih stanica) unutar epitela. Do ovog nakupljanja tipično dolazi u područjima kojima podleže nakupine limfatičnog tkiva. Neutrofili, zajedno s limfocitima, mogu infiltrirati Lieberkuhnove kripte, što se naziva kriptapscesima. Nakupine promijenjenih makrofaga, zbog svoje sličnosti s epitelnim stanicama zvanih epiteloidne stanice koje se nalaze u oko 50% slučajeva Crohnove bolesti nazivaju se granulomi. Epiteloidne se stanice mogu međusobno stapati, tvoreći divovske stanice s više jezgara.  Granulomi su najkarakterističniji nalaz u Crohnovoj bolesti. U ovoj bolesti oni ne sadrže središnju “kazeoznu” nekrozu (koja je tako nazvana zbog svog makroskopskog izgleda sličnog svježem, kravljem siru), a koja se ponajprije nalazi kod upala obilježenih stvaranjem granuloma, kao što je tuberkuloza. U biopsijama se mogu naći znakovi kroničnog oštećenja sluznice, poput sniženja i zaravnjenja crijevnih resica u tankome crijevu i nepravilnog grananja kripta.

## Dijagnoza
Postavljanje dijagnoze Crohnove bolesti može ponekad biti izazovno,  a kliničaru pritom može biti potreban niz rezultata različitih pretraga. Čak i nakon učinjenih svih potrebnih pretraga, ponekad se dijagnoza ne može postaviti s potpunom sigurnošću. Kolonoskopijom se dijagnoza može postaviti za 70%-tnom sigurnošću, dok su ostale pretrage manje učinkovite. Osobito je teško postaviti dijagnozu kad je zahvaćeno samo tanko crijevo, jer se kolonoskopijom prikazuje samo debelo crijevo i završni dijelovi tankoga crijeva, te pri endoskopskom postavljanju dijagnoze pomaže kapsularna endoskopija.
- Endoskopski prikaz Crohnove bolesti, na kojem se uočava duboka ulceracija.
- CT sa slikom Crohnove bolesti u fundusu želuca.
- Endoskopski prikaz kolitisa u Crohnovoj bolesti na kojem se uočava difuzni gubitak normalne građe sluznice, nepravilna površina i eksudat.
- Endoskopski učinjena biopsija pokazuje granulomatoznu upalu debelog crijeva u bolesnika od Crohnove bolesti.
- Dio debelog crijeva odstranjen kirurški kolektomijom s transmuralnom upalom, koja zahvaća sve slojeve stijenke crijeva.

### Klasifikacija
Crohnova je bolest jedan od oblika upalne bolesti crijeva (UBC). Tipično se očituje u probavnom sustavu i može se podijeliti s obzirom na to koji je dio probavnog sustava zahvaćen. U polovici slučajeva zahvaćen je ileum (završni dio tankog crijeva na mjestu prelaska u debelo crijevo) i debelo crijevo (ileokolično područje). Upala ileuma, ileitis, koji se očituje samo u završnom dijelu tankoga crijeva čini trideset posto slučajeva, dok se u preostalih dvadeset posto slučajeva nalazi samo upala debelog crijeva (kolitis) i tada je Crohnovu bolest osobito teško razlikovati od ulceroznog kolitisa. Gastroduodenalna Crohnova bolest je smještena u želucu i početnom dijelu tankoga crijeva (duodenum). Upala u dijelu tankog crijeva koji se nastavlja na duodenum (jejunum) i u njegovom nastavku (ileum) se naziva jejunoileitis (MedlinePlus 2010). Crohnova bolest može zahvatiti bilo koji dio probavnog sustava, od usne šupljine do anusa. Međutim, većina bolesnika ima jedan od tri glavna oblika bolesti, dok su očitovanja u drugim područjima rijetkost.
Crohnova se bolest može podijeliti i s obzirom na ponašanje i razvoj, kao što je to učinjeno u Bečkoj klasifikaciji ove bolesti. Prema toj klasifikaciji postoje tri oblika Crohnove bolesti: strikturirajući, penetrirajući i upalni. Kod strikturirajućeg oblika dolazi do suženja crijeva koje može izazvati crijevnu opstrukciju ili promjene u promjeru stolice (fecesa. Kod penetrirajućeg oblika stvaraju se kanali (fistule) između crijevnih vijuga i, ponekad kože. Kod upalnog oblika (nestrikturirajućeg, nepenetrirajućeg) razvija se upala bez suženja ili fistula.

### Endoskopija
Najpouzdanija pretraga za postavljanje dijagnoze Crohnove bolesti je kolonoskopija, jer omogućuje neposredni prikaz debelog crijeva i terminalnog ileuma. Ponekad se kolonoskopom može ući i iznad terminalnog ileuma, no to ovisi o bolesniku. Tijekom pretrage gastroenterolog može učiniti i biopsiju, uzimajući mali uzorak tkiva za patohistološku dijagnostiku, čime se može olakšati postavljanje konačne dijagnoze. Budući da je u 30% slučajeva Crohnove bolesti zahvaćen samo ileum, za postavljanje dijagnoze potrebno je učiniti i pretragu terminalnog ileuma. Nalaz preskačućih lezija koje zahvaćaju debelo crijevo i ileum, ali ne i rektum, kao i drugih endoskopskih osobina, ukazuje na Crohnovu bolest.
Dijagnostička korist kapsularne endoskopije još nije u potpunosti potvrđena. Kolonoskopijom se u oko 40% bolesnika od Crohnove bolesti nalazi izgled sluznice poput nepravilno popločene ceste, zbog područja ulceracija odvojenih uskim područjima nezahvaćenog tkiva.

### Radiološke pretrage
Pasaža tankog crijeva pomoću barijeve kaše može ukazati na dijagnozu Crohnove bolesti, i korisna je kad bolest zahvaća samo tanko crijevo. Budući da kolonoskopija i gastroskopija omogućuju neposredni prikaz samo terminalnog ileuma i početnog dijela duodenuma, ovim se pretragama ne mogu pregledati i ostali dijelovi tankog crijeva. Zbog toga je rentgenska pretraga pasažom tankog crijeva pomoću barijeve kaše, pri kojoj se popije otopina barijevog sulfata, a potom fluorokopijom prati njezin prolazak kroz crijeva, korisna za otkrivanje upalnih promjena i suženja tankog crijeva. Nakon uvođenja metode dijagnostičke kolonoskopije, rjeđe se koristi barijeva klizma, koja se unosi putem rektuma i također fluoroskopski prati. Ova metoda ostaje korisna za otkrivanje anatomskih poremećaja, kod kojih su suženja debelog crijeva tako izražena da se kroz njih ne može proći kolonoskopom, kao i za otkrivanje fistula debelog crijeva (u kojim slučajevima se koristi jodni kontrast).
Kompjuterizirana tomografija (CT) i magnetska rezonancija (MR) su slikovne pretrage korisne za otkrivanje promjena tankog crijeva pomoću enteroklize (metoda kojom se kroz jednjak, želudac, duodenum i jejunum barijeva kaša ubrizgava sve do ileuma). Ovim pretragama se također mogu otkriti intraabdominalne komplikacije Crohnove bolesti, poput apscesa, opstrukcija i fistula u tankom crijevu. Magnetska rezonancija (MR) je metoda slikovnog prikaza tankog crijeva i komplikacija, no ona je skuplja i manje dostupna.

### Krvne pretrage
Kompletna krvna slika (KKS) može otkriti anemiju zbog krvarenja, nedostatka cijanokobalamina (vitamina B12) ili možda autoimunosne hemolitičke anemije. Nedostatak vitamina B12 povezan je s ileitisom, jer se ovaj vitamin resorbira u ileumu. Sedimentacija eritrocita (SE) i razina C reaktivnog proteina mogu također poslužiti kao pokazatelji izraženosti upale.  Sve navedeno vrijedi i za bolesnike kod kojih je zbog komplikacija kirurški odstranjen dio tankog crijeva. Uzrok anemije može biti i anemija zbog kronične bolesti, obilježena mikroskopskim nalazom mikrocitnih, hipokromnih eritrocita. Njezini uzroci mogu biti različiti, a neki od njih su i lijekovi kojima se upalna bolest crijeva liječi, poput azatioprina (koji može uzrokovati citopeniju) i sulfasalazina koji može omesti resorpciju folne kiseline, itd. Za otkrivanje upalne bolesti crijeva i razlikovanje Crohnove bolesti od ulceroznog kolitisa iskušane su i pretrage za otkrivanje protutijela na Saccharomyces cerevisiae (ASCA) i za otkrivanje antineutrofilnih citoplazmatskih antitijela (ANCA) Serološkim metodama otkrivene povećane količine i razine niza protutijela poput ASCA, antilaminaribiozida [Glc(β1,3)Glb(β); ALCA], antihitobiozida (GlcNAc(β1,4)GlcNAc(β); ACCA], antimanobiozida [Man(α1,3)Man(α)AMCA], antiLaminarina [Glc(β1,3))3n(Glc(β1,6))n; anti-L] i antihitina [(GlcNAc(β1,4)n; anti-C] pokazuju povezanost s ponašanjem bolesti i ishodom kirurškog liječenja, te mogu pomoći pri određivanju prognoze Crohnove bolesti.

### Usporedba s ulceroznim kolitisom
Bolest koja ima najsličnije simptome Crohnovoj bolesti je ulcerozni kolitis, jer i ona spada u skupinu upalnih bolesti crijeva koja zahvaća kolon. Ove je dvije bolesti važno razlikovati, jer se njihov tijek i liječenje donekle razlikuju. U nekim slučajevima to ipak nije moguće, se te takvi slučajevi svrstavaju u skupinu neodređenih kolitisa.

## Liječenje
Crohnova je bolest neizlječiva, te se liječenjem ne može uvijek postići ili održati remisija. U slučajevima u kojima se remisija postigne, recidiv se može spriječiti, a simptomi ublažiti pomoću lijekova, promjene životnih navika i vrste i načina prehrane (uzimanje malih obroka u manjim vremenskim razmacima), smanjenjem stresa, umjerenom tjelesnom aktivnoću i tjelovježbom. Kirurški zahvati su u osnovi kontraindicirani jer nije dokazano da sprječavaju remisiju. Ako se drži pod odgovarajućim nadzorom, Crohnova bolest ne mora znakovito ograničiti svakodnevne životne aktivnosti. Crohnova se bolest liječi samo kad postoje simptomi aktivne bolesti, a liječenje se sastoji ponajprije u liječenju akutnih simptoma, a potom u održavanju razdoblja remisije.

### Promjene životnih navika
Određene promjene životnih navika mogu ublažiti simptome, poput dijetalnih prilagodbi, enteralne prehrane (prehrana tekućim pripravcima koji sadrže sve potrebne hranjive tvari), odgovarajuće hidracije (uzimanja dovoljne količine vode) i prestanak pušenja. Budući da pušenje može pojačati izraženost Crohnove bolesti, preporučuje se prestanak pušenja. Prehrana malim, umjesto obilnim obrocima također može pomoći u slučajevima smanjenog apetita. Umor se može ublažiti redovitom tjelovježbom, pravilnom prehranom i dovoljnom količinom sna. Vođenje dnevnika prehrane može pomoći pri otkrivanju hrane koja izaziva simptome. Neki bolesnici se trebaju držati prehrane s niskim udjelom prehrambenih vlakana, osobito ako njima bogate namirnice izazivaju simptome. Drugi bolesnici osjećaju olakšanje izbacivanjem iz prehrane namirnica koje sadrže kazein (bjelančevinu koja se nalazi u kravljem mlijeku) i gluten (bjelančevinu koja se nalazi u pšenici, raži i ječmu). Bolesnici mogu patiti i od nepodnošenja određenih vrsta hrane, iako se ne radi o alergiji.

### Lijekovi
U akutnom razdoblju bolesti primjenjuju se lijekovi kojima se liječe i druge infekcije (obično antibiotici) i ublažavaju simptomi upale (obično aminosalicilati, protuupalni lijekovi i kortikosteroidi). U razdoblju remisije, cilj liječenja lijekovima je održanje postojećeg stanja i sprječavanje recidiva simptoma. Dugotrajna primjena kortikosteroida ima značajne nuspojave, zbog čega se njihova dugotrajna primjena izbjegava. Druga je mogućnost primjena samih aminosalicilata, no ona je slabije učinkovita te je u mnogih bolesnika potrebna primjena imunosupresivnih lijekova. Ukazano je i na mogućnost da antibiotici mijenjaju crijevnu bakterijsku floru, te da njihova trajna primjena može dovesti do umnožavanja patogena kao što je Clostridium difficile.
Lijekovi koji se koriste za liječenje simptoma Crohnove bolesti su 5-aminosalicilna kiselina (5-ASA), prednizon, imunomodulatori kao što je azatioprin (koji se primjenjuje prije 6-merkaptopurina), metotreksat, infliksimab, adalimumab certolizumab i natalizumab. U slučajevima teških napada Crohnove bolesti valja primijeniti hidrokortizon.
Postupno krvarenje iz probavnog sustava, kao i kronična upala, često dovode do anemije, pa stručne smjernice preporučuju rutinsku dijagnostiku anemije. Odgovarajući nadzor nad bolešću poboljšava nalaze kod anemije kronične bolesti, no zbog manjka željeza može biti potrebno nadomještanje željeza oralnim putem. Ponekad je potrebna i parenteralna primjena pripravaka željeza.

### Kirurško liječenje
Premda se Crohnova bolest ne može izliječiti kirurškim zahvatom, njemu se pribjegava kada dođe do djelomične ili potpune neprohodnosti crijeva. Kirurški zahvat može biti potreban i kod komplikacija, poput opstrukcija, fistula i/ili apscesa, ili ako liječenje lijekovima nije dovelo do nikakvog poboljšanja. Nakon prvotnog kirurškog zahvata, Crohnova se bolest obično pojavljuje na mjestu resekcije, međutim može se pojaviti i na drugim mjestima. Nakon resekcije, na rubovima crijeva nastaje ožiljno tkivo koje uzrokuje stenozu, pa crijevni sadržaj ne može normalno prolaziti kroz crijeva i dolazi do zastoja. Unutar razdoblja od pet godina nakon prve resekcije, može biti potrebno učiniti i drugu resekciju. U bolesnika s opstrukcijom zbog suženja postoje dvije mogućnosti liječenja: strikturoplastika i resekcija suženog dijela crijeva. Kod zahvaćanje duodenuma nema statistički značajne razlike u usporedbi uspješnosti same strikturoplastike i strikturoplastike u kombinaciji s resekcijom. U takvim slučajevima su reoperacije bile potrebne u 31%, odnosno 27% bolesnika, što ukazuje da je sama strikturoplastika relativno bezopasna i učinkovita metoda liječenja za skupinu bolesnika u kojih je zahvaćen duodenum.
Sindrom kratkog crijeva može biti uzrokovan kirurškim odstranjenjem dijela tankog crijeva. Do njega obično dolazi u osoba u kojih je kirurški odstranjena polovica duljine tankog crijeva, ili više od toga. Glavni simptom sindroma tankog crijeva je proljev, a ostali simptomi mogu biti grčevi, napuhnutost i žgaravica. Ovaj se sindrom liječi promjenama u prehrani, parenteralnom (intravenskom) prehranom te nadomještanjem vitamina i minerala. Druga komplikacija kirurškog liječenja Crohnove bolesti kojim je odstranjem terminalni ileum su vrlo obilne vodenaste stolice, do kojih dolazi zbog nemogućnosti reapsorpcije žučnih kiselina. 
U nekim slučajevima sindroma kratkog crijeva u obzir dolazi i presađivanje crijeva, no vrlo je malo ustanova u kojima se ovaj postupak provodi, a postoji i velika opasnost od infekcije i odbacivanja presađenog crijeva.

### Alternativni načini liječenja
Više od polovice bolesnika s Crohnovom bolešću iskušalo je neku od metoda komplementarne ili alternativne medicine. One obuhvaćaju razne dijete, probiotike, riblje ulje i biljne pripravke kao i nadopune prehrane. Neki znanstvenici naglašavaju kako su potrebna opsežnija istraživanja kojima bi se razlikovalo učinkovita liječenja od neučinkovitih “pseudoliječenja”.
- Anatabin je protuupalni lijek koji se pod tvorničkim imenom Antabloc izdaje bez liječničkog recepta. O njegovoj učinkovitosti ne postoje kontrolirana istraživanja, no usmenom predajom se saznaje da je nekim bolesnicima pomogao.
- Akupunktura se koristi za liječenje upalne bolesti crijeva u Kini, ali sa sve većom učestalošću i u zapadnim zemljama.[119] Za preporuku liječenja akupunkturom ne postoji dovoljno dokaza, pa su potrebna dodatna istraživanja.[120]
- Homeopatija se za liječenje Crohnove bolesti često koristi u Njemačkoj, premda ne postoji kliničko istraživanje koje bi dokazalo njezinu učinkovitost.[121]

## Prognoza
Crohnova bolest je kronična neizječiva bolest. Obilježena je razdobljima poboljšanja i pogoršanja bolesti s izraženim simptomima. Uz liječenje, većina bolesnika je normalne tjelesne težine, a smrtnost od ove bolesti je relativno niska.
Bolest može biti slabo do jako izražena, a bolesnici mogu imati napad bolesti samo jednom, ili simptomi mogu biti trajni. Bolest obično recidivira, premda neki od bolesnika mogu biti bez simptoma godinama ili desetljećima. Trajanje života većine bolesnika je normalno.

### Komplikacije
Crohnova bolest može dovesti do nekoliko mehaničkih crijevnih komplikacija kao što su crijevna opstrukcija, fistule i apscesi. Do opstrukcije tipično dolazi zbog striktura ili priraslica koje sužavaju crijevo sprječavajući na taj način prolaz crijevnom sadržaju. Fistule se mogu razviti između dviju susjednih crijevnih vijuga, te između crijeva i mokraćnog mjehura, rodnice i kože. Apscesi su očahurene nakupine gnoja koje se u okviru Crohnove bolesti mogu razviti u trbušnoj šupljini ili u perianalnom području. Crohnova bolest dovodi do razvoja 10% svih vezikoenteričnih fistula, a najčešći je uzrok ileovezikalnih fistula.
U Crohnovoj bolesti također je povećana opasnost od razvoja karcinoma u područjima zahvaćenim upalom. Primjerice, bolesnici u kojih Crohnova bolest zahvaća tanko crijevo su u povećanoj opasnosti od razvoja karcinoma tankog crijeva. Na sličan način bolesnici s kolitisom zbog Crohnove bolesti imaju relativni rizik od 5.6 za razvoj karcinoma debelog crijeva. Svim bolesnicima od Crohnove bolesti koja traje dulje od osam godina, preporučuje se probir na karcinom debelog crijeva pomoću kolonoskopije. Neka su istraživanja ukazala na moguću zaštitnu ulogu nekih tvari pri prevenciji razvoja kolorektalnog karcinoma u Crohnovoj bolesti, a kao kemoprotektivni su navedeni pripravci folne kiseline i mesalamina.
Bolesnici od Crohnove bolesti su u opasnosti od pothranjenosti iz više razloga, kao što su smanjeni unos hrane i malapsorpcija. Opasnost se povećava nakon resekcije tankog crijeva. Takvim bolesnicima može, za odgovarajući unos kalorija, biti potrebna nadohrana na usta ili u teškim slučajevima totalna parenteralna prehrana. Većinu bolesnika s umjereno ili jako izraženom Crohnovom bolešću upućuje se na savjetovanje dijetetičaru.
Crohnova bolest može dovesti do znakovitih komplikacija, poput crijevne opstrukcije, apscesa, perforacije crijeva i krvarenja.
U trudnoći Crohnova bolest može predstavljati problem, a neki od lijekova mogu imati nepoželjne učinke na fetus ili na majku. Savjetovanje s porodničarom i gastroenterologom o samoj Crohnovoj bolesti i lijekovima omogućuje poduzimanje preventivnih mjera. U nekim slučajevima u trudnoći može doći do remisije. Neki lijekovi također mogu utjecati broj spemija ili na drugi način nepovoljno utjecati na mogućnost začeća.

## Epidemiologija
Incidencija Crohnove bolesti utvrđena je na istraživanjima populacije u Norveškoj i u Sjedinjenim Državama gdje je slična i iznosi 6 do 7.1 slučajeva na 100 000 stanovnika. Američka zaklada za Crohnovu bolest i kolitis navodi broj od oko 149 na 100 000, a NIH 28 do 199 na 100 000. Crohnova je bolest učestalija u sjevernim zemljama, uz veću učestalost u sjevernim dijelovima pojedine zemlje. Smatra se da je incidencija Crohnove bolesti podjednaka diljem Europe, ali manja u Aziji i Africi. Incidencija je također veća u Aškenazi Židova i u pušača.
Crohnova bolest pokazuje bimodalnu distribuciju u učestalosti s obzirom na životnu dob: ona obično zahvaća tinejdžere do dvadesete godine života, i osobe u dobi od 50 do 70 godina, dok se u ljudi životne dobi između navedenih češće postavlja dijagnoza sindroma iritabilnog crijeva. Dijagnoza Crohnove bolesti u ranom djetinjstvu je rijetkost. U ovoj dobnoj skupini obično su zahvaćene djevojčice, a bolest je i izraženija nego u dječaka. Međutim, u kasnijoj životnoj dobi, žene su zahvaćene tek nešto češće od muškaraca. U roditelja, braće i sestara te djece bolesnika od Crohnove bolesti, vjerojatnost obolijevanja je 3 do 20 puta veća nego u ostaloj populaciji. Istraživanja blizanaca su pokazala podudarnost Crohnove bolesti veću od 55%.
Procjenjuje se da u Republici Hrvatskoj od Crohnove bolesti boluje oko 1000 ljudi.

## Povijest
Upalne bolesti crijeva opisali su još Giovanni Battista Morgagni (1682.–1771.) i škotski liječnik T. Kennedy Dalziel, 1913. godine.
Ileitis terminalis prvi je opisao poljski kirurg Antoni Leśniowski 1904., ali je zbog abecednog redoslijeda imena Crohn kasnije postao u svjetskoj literaturi poznat kao Crohnova bolest. Samo se u Poljskoj ova bolest i dalje naziva Leśniowski-Crohnovom bolešću. Burrill Bernard Crohn, američki gastroenterolog iz njurorške bolnice Mount Sinai, opisao je 1932. četrnaest slučajeva i objavio ih u časopisu American Medical Association pod naslovom "Terminalni ileitis: novi klinički entitet". Kasnije je, iste te godine, zajedno s kolegama Leonom Ginzburgom i Gordonom Oppenheimerom objavio niz slučajeva u članku pod naslovom "Regionalni ileitis: patološki i klinički entitet".

## Istraživanje
Skupina istraživača za proučavanje alogeničnog presađivanja u Crohnovoj bolesti iz Seattlea trenutno provodi 2. fazu kliničkog istraživanja liječenja Crohnove bolesti, koja obuhvaća presađivanje koštane srži, pri čemu je opaženo da je u slučajevima presađivanja koštane srži iz drugih razloga Crohnova bolest učinkovito izliječena.
Istraživači s University Collegea u Londonu postavili su pitanje koliko je svrhovito suprimirati imunosni sustav u bolesnika od Crohnove bolesti, u kojoj je imunosni sustav možda preslabo aktivan, a ne pretjerano aktivan. Njihovo istraživanje je pokazalo kako je imunosni odgovor bolesnika s Crohnovom bolešću nenormalno slab i obilježen premalenim dotokom krvi u područje ozljede, te da se poboljšao uz primjenu sildenafil citrata.
Čini se da nedavna istraživanja kod kojih su za liječenje Crohnove bolesti i drugih (nevirusnih) autoimunosnih bolesti primijenjeni podražaji imunosnog sustava parazitima poput oblićima ili trakavicama, daju obećavajuće rezultate.
Brojnim pretkliničkim istraživanjima dokazano je da aktivacija CB1 i CB2 kanabinoidnih receptora ima biološki učinak na probavni sustav. Aktivacija CB1 i CB2 receptora u životinja ima jaki protuupalni učinak. Kanabinoidi i/ili modulacija endokanabinoidnog sustava predstavljjua nove mogućnosti liječenja brojnih bolesti probavnog sustava, uključujući i upalne bolesti crijeva poput Crohnove bolesti.
- Metotreksat je folatni antimetabolit koji se također rabi za kemoterapiju. On se pokazao korisnim za održavanje remisije u bolesnika koji se više ne liječe kortikosteroidima.[143]
- Metronidazol i ciprofloksacin su antibiotici koji se koriste za liječenje Crohnove bolesti koja je zahvatila debelo crijevo ili perianalno područje, premda ih u Sjedinjenim državama nije odobrila Agencija za hranu i lijekove (Food and Drug Administration-FDA).[144] Oni se također koriste za liječenje komplikacija, uključujući apscese i druge infekcije koje prate Crohnovu bolest.
- Talidomid se pokazao učinkovitim u smislu poboljšanja endoskopskog nalaza bolesti.[145]

## Vanjske poveznice
- Hrvatsko udruženje za Crohnovu bolest i ulcerozni kolitis
- (hrv.) Crohnova bolest - Etiologija, patologija, tipovi, klinička slika, komplikacije, dijagnostika, liječenje[neaktivna poveznica]